# Château du Gué-Péan
Le château du Gué-Péan est un château français situé à Monthou-sur-Cher dans le département de Loir-et-Cher, en région Centre-Val de Loire.

## Histoire et propriétaires
La présence d'une voie romaine non loin du château, qui coupait le ruisseau par un gué, donna le premier nom à ce lieu-dit : le gué payant[Information douteuse], qui devient par la suite, le Gué-Péan[réf. nécessaire].
C'est au XVe siècle que Nicolas Alaman achète la seigneurie et fait construire le château. La seigneurie est érigée en châtellenie par François Alaman, vassal du seigneur de Saint-Aignan. Son petit-fils termine la construction du château. En octobre 1676, Charlotte Alaman(t) vend le Gué-Péan et ses dépendances à François de La Motte-Villebret comte d'Aspremont. C'est ensuite la famille Amelot qui prend possession du château pendant 62 ans,.
Vient ensuite la famille de Cassin, propriétaire du Gué-Péan en 1832. Ils sont les premiers à y résider. L'orangerie est ajoutée en 1885 et le château dispose ainsi d'un jardin d'hiver.  
En 1961, le château est vendu à Raymond Massiet (alias Durand de Keguelin de Rozières), compagnon de la Libération.
Le 10 octobre 1980, les façades, toitures et pont d'accès sont classés Monument historique.
En 1995, il devient la propriété de Denis Laming, architecte du Futuroscope.